# Nadejda Golovinà
Nadejda Aleksàndrovna Golovinà, nascuda Jurgenson, rus: Надежда Александровна Юргенсон Головина (Tsàrskoie Seló, 1855 - Moscou, 1943), fou una revolucionària naródnitsa russa.
El seu pare, Aleksandr Jurgenson, era un mestre que va ser acomiadat a causa de les seves idees liberals i va morir prematurament d'alcoholisme i tuberculosi. Nadejda va aprendre a llegir i conegué les històries de Markó Vovtxok, Pobra gent i Les nits blanques de Dostoievski, els Tres retrats de Turguénev, els articles de la revista "Otétxestvenniie zapiski" i els poemes de Nekràssov. Més tard, a partir de Mill i Comte va esbossar una concepció secular i materialista de la vida.
Després de completar els seus estudis al Liceu Imperial de Tsàrskoie Seló en 1871, es va inscriure en Conservatori de Sant Petersburg durant uns mesos i va ser institutriu en una família burgesa acomodada. Durant aquest temps va conèixer la literatura il·legal generalitzada entre els estudiants de la Universitat. El 1873 va deixar el Conservatori i va entrar a l'Acadèmia mèdico-quirúrgica, tot just oberta a les dones, per aconseguir el títol d'obstetrícia.
Es va comprometre amb un cercle d'estudiants i noies bakunianes que predicaven l'anar cap al poble i vivien en comú al districte de Víborg. A la primavera de 1874, Nadejda Golovinà va deixar l'Acadèmia a treballar per primera vegada en una fàbrica tèxtil d'Okhta, prop de Sant Petersburg, i després va marxar a la localitat de Stepanovka, a Penza, per dur a terme propaganda política amb Ievguénia Sudzilóvskaia, germana de Nikolai, un dels molts cercles animats per Porfiri Voinaralski en les àrees de Penza, Samara, Saràtov i Tambov.
Quan la policia a Saràtov desmantellà un cercle il·legal, Golovinà va anar a Samara per advertir Voinaralski. No el va trobar i es va aturar al poble de Mali Tolkai, habitat per una colònia d'agricultors molokani, dissidents religiosos. Allà conegué Pàvel Txernixev, mort a la presó en 1876, el funeral del qual, a Sant Petersburg, es va traduir en una manifestació política. De tornada a Samara, finalment es va posar en contacte amb Voinaralski. Aquest la va enviar amb documents falsos a Stàvropol i més tard al proper poble de Kulikovka. El 24 de juliol de 1874 fou arrestada amb Voinaralski a Samara. Va ser traslladada a Moscou, on va romandre detinguda durant dos anys, i després a Sant Petersburg, a la fortalesa de Pere i Pau, on es va trobar amb Iekaterina Breixko-Breixkóvskaia, Ippolit Mixkin, Serguei Kovàlik i Voinaralski. Traslladada a la casa de detenció prèvia al judici, va veure Anna Iakímova. Durant els interrogatoris, no va oferir cap cooperació als investigadors.
Imputada en el procés dels 193, el 23 de gener de 1878, va ser trobada culpable de propaganda il·legal, però va ser alliberada de la presó per haver complert una detenció preventiva perllongada. Un cop fora de la presó, va anar a viure amb la seva mare. A casa seva va mantenir relacions amb altres acusats alliberats pel tribunal, i junts van fer plans per alliberar Voinaralski, Kovàlik i Miixkin, encara empresonats a la fortalesa de Pere i Pau. Posteriorment, hauria hagut de participar en l'intent d'alliberar Voinaralski i Kovalik de la presó de Khàrkiv, però llavors la seva participació en l'empresa va ser cancel·lada.
Es va traslladar a Ligovo i al juliol de 1878 a Perm per treballar en la construcció de la via fèrria que des de la ciutat portaria a Iekaterinburg. Aquí es va casar amb Arkadi Golovin, un dels acusats en el judici dels 193. Tingueren dos fills que es comprometeren en política: un entre els bolxevics, l'altre entre els SR. Més tard va anar a viure a l'estació encara abandonada del poble de Bisser, on s'amagava des de feia temps Iuri Bogdanóvitx, encarregat d'organitzar la fuga del confinament de Sófa Bàrdina. A l'estiu de 1879 es van establir a Moscou. Per la falta de relacions amb els antics companys desconeixia la constitució de Naródnaia Vólia. i la posterior crisi del populisme revolucionari la va mantenir allunyada de la política.
La possibilitat de reprendre l'activitat política va arribar amb el Diumenge Sagnant del 22 de gener 1905. A la primavera d'aquell any Nadejda Golovinà, a prop de la Universitat Estatal de Moscou, va obrir una botiga de barrets amb un laboratori contigu. Aquí, al juliol, en la investigació per l'assassinat de l'alcalde de Moscou Pàvel Xuvàlov pel socialrevolucionari Piotr Aleksàndrovitx Kulikovski, la policia va trobar-hi armes i municions. Tancada a la presó, va contreure nefritis, però pogué beneficiar-se de l'amnistia d'octubre, i durant la revolta de desembre, la seva casa estigué a disposició dels insurgents.
El gener de 1906, després de la repressió de la insurrecció, es va refugiar a Finlàndia, va tornar a Moscou un mes després i es va establir a Arbat. Va treballar a l'organització sindicals dels sastres i es va mantenir en contacte amb els social-revolucionaris. Amb la Revolució de Febrer de 1917 es va incorporar al Partit Social-Revolucionari, però aviat se'n va allunyar. El 1918 va treballar al diari "Zemlià" òrgan comú dels bolxevics i els esseristes d'esquerra. A partir del 1921 fou un membre de la Societat d'ex presos i exiliats polítics, i treballà amb el comitè de redacció de la revista Katorga i ssilka rus: Каторга и ссылка ("Kàtorga i exili"). Va morir a Moscou el 1943.